# I liga paragwajska w piłce nożnej (1990)
Mistrzem Paragwaju został klub Cerro Porteño, natomiast wicemistrzem Paragwaju – Club Libertad.
Sezon podzielony został na cztery etapy. Dwa pierwsze etapy rozegrały wszystkie kluby grając systemem każdy z każdym po jednym meczu. W trzecim etapie kluby podzielone zostały na dwie grupy po sześć klubów. Do czwartego etapu awansowało 8 najlepszych klubów z trzech pierwszych etapów. W czwartym etapie kluby podzielono na dwie grupy po 4 drużyny. Z każdej z tych grup awansowały do półfinału dwa kluby, następnie zwycięzcy meczów półfinałowych rozegrali finał, którego zwycięzca został mistrzem Paragwaju, a przegrany – wicemistrzem.
Do turniejów międzynarodowych zakwalifikowały się następujące kluby:
- Copa Libertadores 1991: Cerro Porteño, Atlético Colegiales, Club Olimpia

Do drugiej ligi spadł klub Tembetary Ypané. Na jego miejsce z drugiej ligi awansował klub Cerro Corá Asunción.

## Pierwszy etap

### Tabela końcowa pierwszego etapu 1990
| Poz | Klub                               | Mecze | Punkty |
| --- | ---------------------------------- | ----- | ------ |
| 1   | Cerro Porteño                      | 11    | 17     |
| 2   | Sportivo Luqueño                   | 11    | 14     |
| 3   | Club Libertad                      | 11    | 13     |
| 4   | Sportivo San Lorenzo               | 11    | 13     |
| 5   | Club Guaraní                       | 11    | 12     |
| 6   | Sport Colombia Fernando de la Mora | 11    | 11     |
| 7   | Club River Plate                   | 11    | 11     |
| 8   | Club Olimpia                       | 11    | 10     |
| 9   | Club Sol de América                | 11    | 10     |
| 10  | Atlético Colegiales                | 11    | 8      |
| 11  | Club Nacional                      | 11    | 7      |
| 12  | Tembetary Ypané                    | 11    | 6      |

- Mecz barażowy o trzecie miejsce

Club Libertad – Sportivo San Lorenzo 4:3
Klubom przyznano bonusy – za pierwsze miejsce 2 punkty, za drugie – 1,5 punktu, za trzecie – 0,75 punktu, za czwarte – 0,5 punktu.

## Drugi etap

### Tabela końcowa drugiego etapu 1990
| Poz | Klub                               | Mecze | Punkty |
| --- | ---------------------------------- | ----- | ------ |
| 1   | Cerro Porteño                      | 11    | 16     |
| 2   | Club Olimpia                       | 11    | 13     |
| 3   | Atlético Colegiales                | 11    | 13     |
| 4   | Sportivo San Lorenzo               | 11    | 12     |
| 5   | Club River Plate                   | 11    | 11     |
| 6   | Club Libertad                      | 11    | 11     |
| 7   | Sportivo Luqueño                   | 11    | 11     |
| 8   | Sport Colombia Fernando de la Mora | 11    | 11     |
| 9   | Club Nacional                      | 11    | 9      |
| 10  | Tembetary Ypané                    | 11    | 9      |
| 11  | Club Guaraní                       | 11    | 8      |
| 12  | Club Sol de América                | 11    | 8      |

- Mecz barażowy o drugie miejsce

Club Olimpia – Atlético Colegiales 1:0
Klubom przyznano bonusy – za pierwsze miejsce 2 punkty, za drugie – 1,5 punktu, za trzecie – 0,75 punktu, za czwarte – 0,5 punktu.

## Trzeci etap
| Poz | Klub                               | Mecze | Zw | Rem | Por | Pkt | BrZd | BrStr |
| --- | ---------------------------------- | ----- | -- | --- | --- | --- | ---- | ----- |
| 1   | Club Nacional                      | 5     | 3  | 1   | 1   | 7   | 7    | 5     |
| 2   | Atlético Colegiales                | 5     | 3  | 1   | 1   | 7   | 6    | 5     |
| 3   | Cerro Porteño                      | 5     | 3  | 0   | 2   | 6   | 7    | 5     |
| 4   | Club Guaraní                       | 5     | 3  | 0   | 2   | 6   | 6    | 3     |
| 5   | Club Libertad                      | 5     | 0  | 3   | 2   | 3   | 2    | 4     |
| 6   | Sport Colombia Fernando de la Mora | 5     | 0  | 1   | 4   | 1   | 5    | 11    |

- Baraż o pierwsze miejsce

Club Nacional – Atlético Colegiales 1:0
| Poz | Klub                 | Mecze | Zw | Rem | Por | Pkt | BrZd | BrStr |
| --- | -------------------- | ----- | -- | --- | --- | --- | ---- | ----- |
| 1   | Club Olimpia         | 5     | 3  | 1   | 1   | 7   | 9    | 5     |
| 2   | Club Sol de América  | 5     | 3  | 0   | 2   | 6   | 8    | 6     |
| 3   | Sportivo San Lorenzo | 5     | 2  | 2   | 1   | 6   | 11   | 6     |
| 4   | Sportivo Luqueño     | 5     | 2  | 1   | 2   | 5   | 7    | 7     |
| 5   | Club River Plate     | 5     | 2  | 1   | 2   | 5   | 6    | 5     |
| 6   | Tembetary Ypané      | 5     | 0  | 1   | 4   | 1   | 3    | 15    |

Za zajęcie pierwszego miejsca w grupie kluby otrzymywały bonusy – 0,5 punktu.

## Czwarty etap – runda finałowa
| Poz | Klub             | Mecze | Zw | Rem | Por | Pkt  | BrZd | BrStr |
| --- | ---------------- | ----- | -- | --- | --- | ---- | ---- | ----- |
| 1   | Club Olimpia     | 3     | 2  | 1   | 0   | 6,25 | 6    | 3     |
| 2   | Sportivo Luqueño | 3     | 1  | 1   | 1   | 3,75 | 6    | 4     |
| 3   | Club Nacional    | 3     | 0  | 2   | 1   | 2,50 | 4    | 6     |
| 4   | Club River Plate | 3     | 0  | 2   | 1   | 2,00 | 4    | 7     |

| Poz | Klub                 | Mecze | Zw | Rem | Por | Pkt  | BrZd | BrStr |
| --- | -------------------- | ----- | -- | --- | --- | ---- | ---- | ----- |
| 1   | Cerro Porteño        | 3     | 1  | 2   | 0   | 6,00 | 4    | 2     |
| 2   | Club Libertad        | 3     | 1  | 2   | 0   | 4,50 | 7    | 3     |
| 3   | Sportivo San Lorenzo | 3     | 1  | 1   | 1   | 3,00 | 3    | 6     |
| 4   | Atlético Colegiales  | 3     | 0  | 1   | 2   | 1,50 | 3    | 6     |

### 1/2 finału
Cerro Porteño – Sportivo Luqueño 4:0 i 2:1

Club Libertad – Club Olimpia 2:1 i 1:1

### Finał
Cerro Porteño – Club Libertad 2:0 i 2:1
Mistrzem Paragwaju został klub Cerro Porteño.

## Sumaryczna tabela sezonu 1990
| Poz | Klub                               | Mecze | Punkty |
| --- | ---------------------------------- | ----- | ------ |
| 1   | Cerro Porteño                      | 27    | 39     |
| 2   | Sportivo San Lorenzo               | 27    | 31     |
| 3   | Club Olimpia                       | 27    | 30     |
| 4   | Sportivo Luqueño                   | 27    | 30     |
| 5   | Atlético Colegiales                | 27    | 28     |
| 6   | Club Libertad                      | 27    | 27     |
| 7   | Club River Plate                   | 22    | 27     |
| 8   | Club Guaraní                       | 27    | 26     |
| 9   | Sport Colombia Fernando de la Mora | 27    | 23     |
| 10  | Club Sol de América                | 27    | 24     |
| 11  | Club Nacional                      | 27    | 23     |
| 12  | Tembetary Ypané                    | 27    | 16     |

- Baraż o awans do Copa Libertadores 1991

Atlético Colegiales – Sportivo Luqueño 3:1 i 2:1

## Klasyfikacja strzelców w sezonie 1990
| Gole | Piłkarz              | Klub          |
| ---- | -------------------- | ------------- |
| 17   | Julio Cesar Romero   | Club Olimpia  |
| 17   | Bonaventura Ferreira | Cerro Porteño |